# 奇肯布里斯特爾 (伊利諾伊州)
奇肯布里斯特爾（英語：Chicken Bristle）是位於美國伊利諾伊州道格拉斯縣的一個非建制地區。該地的面積和人口皆未知。

## 地理
奇肯布里斯特爾的座標為39°50′10″N 88°22′00″W / 39.83611°N 88.36667°W，而該地的平均海拔高度為205米（即673英尺）。